# Turistická značená trasa 0043
 Turistická značená trasa 0043 je červeně vyznačená 19 kilometrů dlouhá okružní pěší trasa Klubu českých turistů v Praze vedená Šáreckým údolím a jeho okolím. Po cestě překonává více výškových rozdílů. Prochází katastrálními územími Liboc, Nebušice, Dejvice a Vokovice.

## Popis trasy
Trasa je okružní a výchozích míst může být víc. Dobře dostupná je z konečné tramvají Divoká Šárka v Liboci. Od konečné vychází cesta západním směrem a brzy se stáčí podél potoka na sever. Za koupalištěm vystoupá k rozcestí, odkud vede na východ až k vilové čtvrti v Nebušicích. Čtvrtí sestoupá k hlavní ulici ke kostelu a za ním cestou dojde ke hřbitovu. Odtud vystoupá lesem severovýchodně k poli a podél něj a lesa nad bývalými viničními a hospodářskými usedlostmi (Šubrtka, Šedivka, Ševčice, Gabrielka a Truhlářka) dojde k rozcestníku s více turistickými trasami. Pokračuje na východ k Horoměřické ulici, za kterou dál pokračuje podél lesa a pole k dalšímu rozcestníku. Odtud vede jižně sestupem do Šáreckého údolí a následným stoupáním k sídlišti Na Babě, které obejde. Na severním konci sídliště u zříceniny se vydá na jihozápad podél funkcionalistických vil až na rozcestí U Matěje. Odtude vede na jihozápad podél lesa a městské zástavby k bývalé usedlosti Zlatnice, za usedlostí sestoupá zpět do Šáreckého údolí v místech Dubového (Dubského) mlýna v osadě Jenerálka. Z Jenerálky vede kolem zámku západním směrem proti proudu Šáreckého potoka a následně vystoupá až na horní část plošiny nad údolím. Vede kolem odbočky k letnímu divadelnímu amfiteátru a kolem bývalého hradiště Šárka. Odtud sestoupá k vodní nádrži Džbán a dojde k výchozímu místu na konečné tramvají Divoká Šárka.
| Km   | Místo                     | Navazující a křižující trasy | Nadm. výška |
| ---- | ------------------------- | ---------------------------- | ----------- |
| 0    | Dolní Liboc (tram)        | 6168                         | 327 m       |
| 1    | Divoká Šárka (koupaliště) |                              | 257 m       |
| 2    | Purkrabský háj            | 6168                         | 340 m       |
| 3,5  | Nebušice                  | 6014                         | 309 m       |
| 6    | Nad Truhlářkou            | 1010, 3012                   | 333 m       |
| 7    | V Pískách                 | 1010                         | 318 m       |
| 8    | Nad dolní Šárkou          | 1010                         | 283 m       |
| 8,5  | Dolní Šárka               | 1010                         | 191 m       |
| 10   | Baba (zřícenina)          |                              | 272 m       |
| 11   | U Matěje (bus)            | 1010                         | 272 m       |
| 12,5 | Zlatnice                  | 3012                         | 301 m       |
| 14   | Jenerálka (bus)           | 6014                         | 228 m       |
| 17   | Kemping                   |                              | 308 m       |
| 18,5 | Džbán, na hrázi           |                              | 295 m       |
| 19   | Dolní Liboc (tram)        | 6168                         | 327 m       |

## Zajímavá místa
- Šárecké údolí
- Šárecký potok
- Koupaliště v Divoké Šárce
- Hovorkův mlýn
- Šatovka - bývalá viniční usedlost a výletní hostinec
- Malý mlýnek
- Osada Baba
- Baba (zřícenina)
- Zlatnice - přírodní památka
- Dubový mlýn
- Jenerálka
- zámek Jenerálka
- Kostel svatého Jana Nepomuckého
- Jenerálka (přírodní památka)
- Hradiště Šárka
- Přírodní divadlo Šárka

## Veřejná doprava
Cesta začíná a končí na konečné tramvají Divoká Šárka, kde je i zastávka městských autobusů. Vede kolem zastávek MHD Divoká Šárka, K Noskovně, Šatovka, U Matěje, Špitálka, Korek a Jenerálka.